# Oranjestad

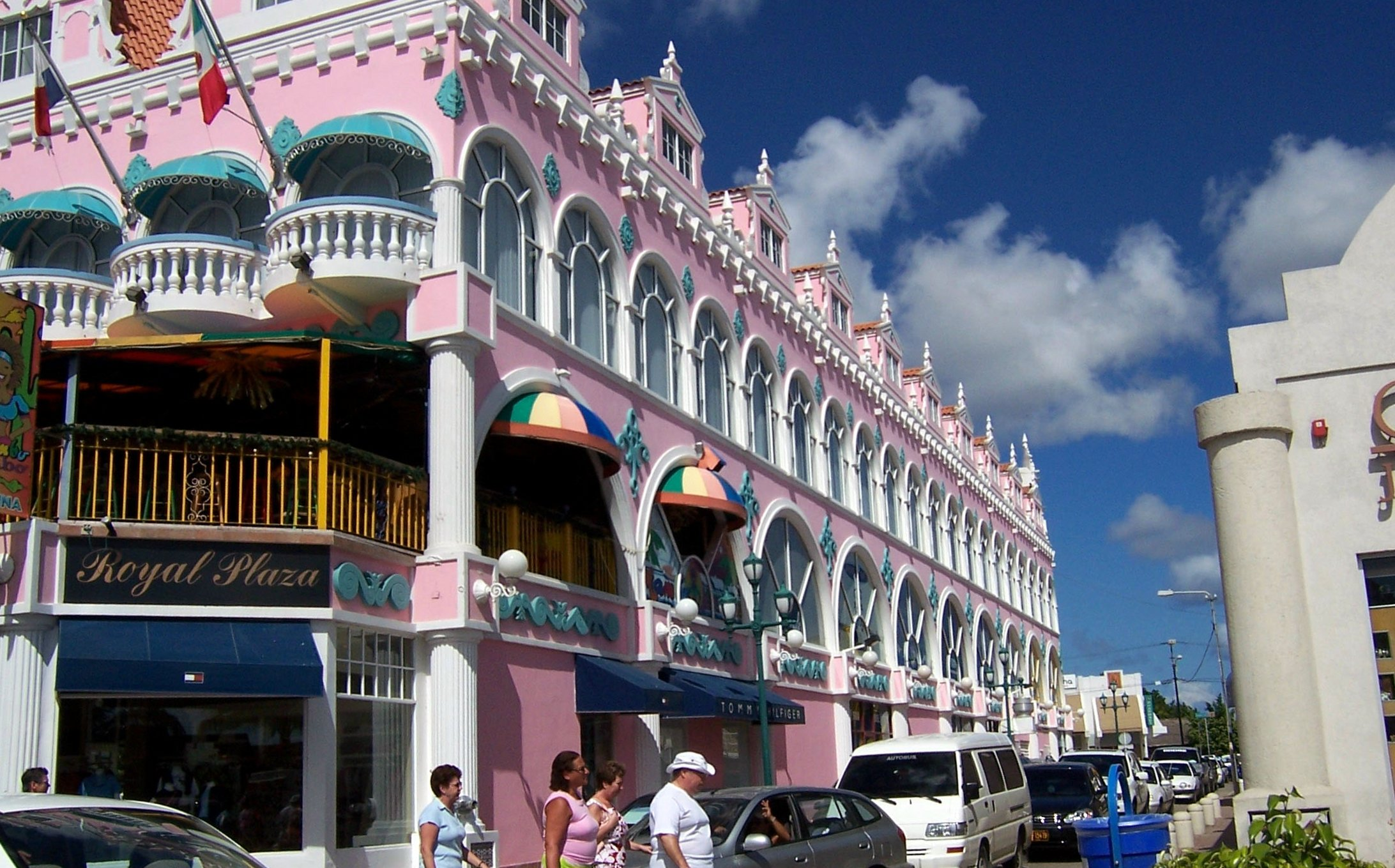
Oranjestad

Oranjestad är huvudstad på den nederländska ön Aruba i sydvästra Små Antillerna.

## Staden
Oranjestad är belägen på öns västra del och har cirka 30 000 invånare. 
Staden genomkorsas av esplanaden Caya G. F. Betico Croes (uppkallad efter Betico Croes) och Lloyd G. Smith Boulevard. Centrum utgörs av området kring Fort Zoutman byggd år 1796 med historiska byggnader som Willem III Tower och Schoonerhafen hamnen med ett stort utbud av taxfree-affärer men även Wilhelminastraat har ett stort shoppingutbud.
Förutom förvaltningsbyggnader som Gouverneurshuis finns även sjukhus och flera universitet, bland andra All Saints University of Medicine. Stadens museum visar bruksföremål från öns historia.
Sedan 1960-talet är turism en stor inkomstkälla för Oranjestad. Stadens flygplats heter Aeropuerto Internacional Reina Beatrix och är belägen cirka 2,5 km från centrum.

## Historia
Området beboddes från början av arawakindianer. Ön "upptäcktes" 26 juli 1499 av den spanske sjöfararen Alonso de Ojeda. Staden blev från 1636 en ort för West-Indische Compagnie (Nederländska Västindiska Kompaniet) och öns huvudstad 1797.
Namnet härstammar från Willem van Oranje-Nassau, Oraniendynastins förste ståthållare.